# مايكل جرايايايس
مايكل جرايايايس (بالإنجليزية: Michael Greyeyes)‏ (و. 1967  م) هو ممثل أفلام كندي، ولد في ساسكاتشوان.
.

## التعليم
تعلم في كلية تدريب الطيارين الاختباريين الأمريكية ‏.

## وصلات خارجية
- مايكل جرايايايس على موقع IMDb (الإنجليزية)
- مايكل جرايايايس على موقع ألو سيني (الفرنسية)
- مايكل جرايايايس على موقع ميوزك برينز (الإنجليزية)
- مايكل جرايايايس على موقع أول موفي (الإنجليزية)
- مايكل جرايايايس على موقع قاعدة بيانات الأفلام السويدية (السويدية)
- مايكل جرايايايس على موقع قاعدة بيانات الفيلم (الإنجليزية)
- مايكل جرايايايس على موقع كينوبويسك (الروسية)